# Bernay-en-Champagne
Bernay-en-Champagne korábbi község Franciaország Loire mente régiójában, Sarthemegyében. 2019. január 1-jén Neuvy-en-Champagne korábbi községgel egyesült és az így létrejött Bernay-Neuvy-en-Champagne új község része lett.
Lakosainak száma 494 fő (2015). Bernay-en-Champagne Tennie, Saint-Symphorien, Amné, Neuvy-en-Champagne és Ruillé-en-Champagne községekkel határos.

## Népesség
A település népességének változása:
| Lakosok száma | 482  | 494  | 543  |
|               | 2013 | 2015 | 2016 |